# Рушій-Мунць (комуна)
Рушій-Мунць, Рушій-Мунці (рум. Rușii-Munți) — комуна у повіті Муреш в Румунії. До складу комуни входять такі села (дані про населення за 2002 рік):
- Майорешть (247 осіб)
- Морерень (436 осіб)
- Рушій-Мунць (1393 особи) — адміністративний центр комуни
- Себеш (176 осіб)

Комуна розташована на відстані 292 км на північ від Бухареста, 46 км на північний схід від Тиргу-Муреша, 95 км на схід від Клуж-Напоки.

## Населення
За даними перепису населення 2002 року у комуні проживали 2252 особи.
Національний склад населення комуни:
| Національність | Кількість осіб | Відсоток |
| -------------- | -------------- | -------- |
| румуни         | 2134           | 94,8%    |
| цигани         | 104            | 4,6%     |
| угорці         | 12             | 0,5%     |
| серби          | 1              | < 0,1%   |
| італійці       | 1              | < 0,1%   |

Рідною мовою назвали:
| Мова       | Кількість осіб | Відсоток |
| ---------- | -------------- | -------- |
| румунська  | 2232           | 99,1%    |
| циганська  | 10             | 0,4%     |
| угорська   | 9              | 0,4%     |
| італійська | 1              | < 0,1%   |

Склад населення комуни за віросповіданням:
| Релігія       | Кількість осіб | Відсоток |
| ------------- | -------------- | -------- |
| православні   | 2229           | 99,0%    |
| реформати     | 10             | 0,4%     |
| римо-католики | 8              | 0,4%     |
| п'ятдесятники | 4              | 0,2%     |
| атеїсти       | 1              | < 0,1%   |